# Bristol Bombay
Бристоль Бомбей (англ. Bristol Bombay) — британський двомоторний військово-транспортний літак розробки компанії Bristol Aeroplane Company, який згодом став літаком подвійного призначення й використовувався Королівськими повітряними силами за часів Другої світової війни, як середній бомбардувальник.

## Історія
У 1928 році міністерство авіації Великої Британії видало літакобудівним фірмам Королівства завдання C.16/28 на створення тримоторного транспортного літака/бомбардувальника, що повинен був прийти на заміну біпланам Віккерс Валентіа. Літак замовлявся як спеціалізований «колоніальний» літак, який мав діяти на Близькому Сході та в Індії, й проєкт не передбачав будь-яких дизайнерських вишукувань і складних технічних рішень.
В конкурсі взяла участь фірма Bristol, яка запропонувала проєкт з внутрішнім позначенням «Тип 115». Але проєкт не був прийнятий, натомість було видано нову специфікацію C.26/31, яким визначалися вимоги до перспективного двомоторного літака.
За задумом керівництва Королівських ПС новий літак мав бути монопланом, спроможним перевозити 24 озброєних військовослужбовців або еквівалентний за вагою вантаж, міг бути оснащеним легким авіаційним озброєнням для самооборони та іноді використовуватись у ролі бомбардувальника в конфліктах низької інтенсивності, що було типовим для 1920-1930-х років. У конкурсі взяли участь чотири фірми: Armstrong Whitworth представила низькоплан A.W.23 з шасі, що вбирались; Bristol і Handle Page запропонували відповідно високоплани Bombay і H.P.51 з шасі, які не вбирались, а Vickers зі своїм проєктом Type 230 так і не змогла вийти зі стадії креслень. Усі три побудованих прототипи отримали подальший розвиток, але вже в доопрацьованому вигляді й за іншими специфікаціями. Виняток склав лише проєкт фірми Bristol, який виграв конкурс в 1931 році.
Прототип літака компанії Bristol з фірмовим позначенням Type 130 становив вільнонесучий моноплан суцільнометалевої конструкції. Фюзеляж типу напівмонокок був спроєктований таким чином, щоб усередині була можливість транспортування різних вантажів або солдатів у повній екіпіровці. Зовні були передбачені бомботримачі для восьми 110-кг бомб.
Залежно від призначення екіпаж міг складатися з 3-4 осіб. У носовій частині була обладнана кабіна для штурмана-бомбардира і носова турель, за ними знаходилася кабіна пілота і місце для радиста. Коли до них додавався стрілець, який займав місце в хвостовій стрілецькій установці з кільцевою туреллю. Крило високого розташування було семилонжеронним зі сталевими стрингерами, щільно встановленими нервюрами і працюючою обшивкою. На прототипі встановлювалося два радіальних двигуни Bristol «Pegasus» III потужністю 750 к.с, які обертали дволопатеві дерев'яні гвинти постійного кроку. Шасі три-опорне, не вбиралося, з хвостовим колесом. Колеса основних опор розміщувалися в обтічниках. Оперення — рознесене, двохкільове.
23 червня 1935 року у повітря вперше піднявся перший прототип Type 130 із серійним номером K3583. Випробування пройшли цілком успішно, проте контракт на поставку перших 80 літаків був підписаний тільки в липні 1937 року, коли Type 130 морально застарів і йому самому вже була потрібна заміна. Серійні літаки, що отримали назву Type 130A «Bombay» (або Type 130 Mark II), відрізнялися відсутністю обтічників на колесах шасі, повністю закритою задньою стрілецькою установкою і двигунами Bristol «Pegasus» XXII потужністю 1 010 к.с., які приводили в рух трилопатеві металеві гвинти Rotol.
Серійне виробництво літаків здійснювали на підприємстві Short & Harland у Белфасті (Ірландія) через те, що основне навантаження фірми йшло на виробництво легких бомбардувальників «Блейхейм». Чергова затримка призвела до того, що випуск «Бомбеїв» був налагоджений тільки роком пізніше, а перші серійні літаки замовник отримав лише взимку 1939 року. Це призвело до перегляду контракту і скасування побудови 30 машин. Таким чином, загальна кількість літаків «Бомбей» становила 51 екземпляр, у тому числі прототип.

## Застосування

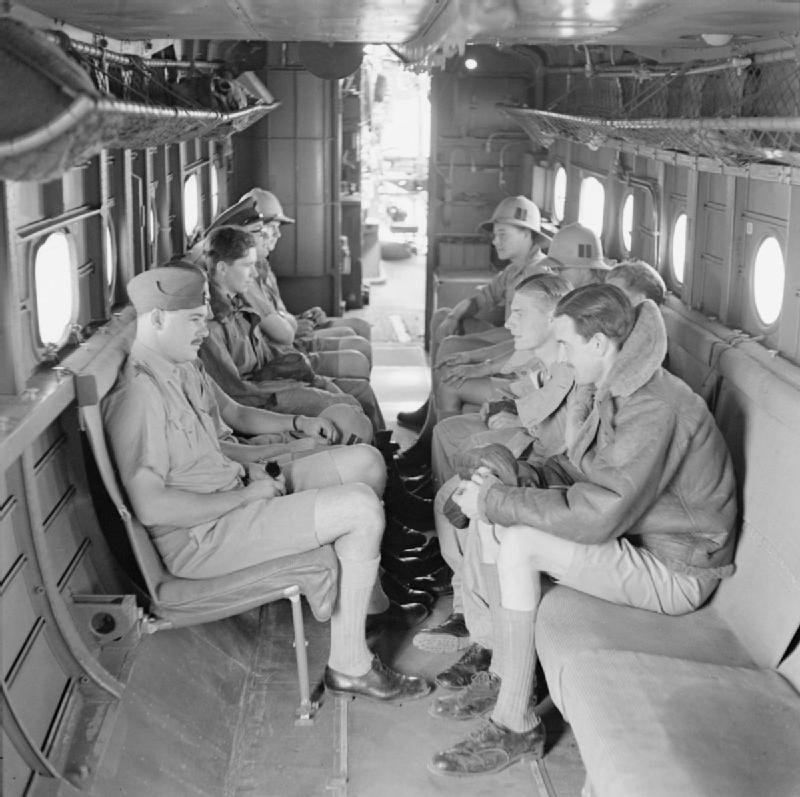
Офіцери королівських ВПС в салоні «Bombay» 216-ї ескадрильї.

У березні 1939 року перші літаки «Bombay» надійшли на озброєння 216-ї ескадрильї Королівських повітряних сил, що базувалась в Єгипті. З вересня 1939 року розпочалась їхня експлуатація й основним навантаженням літаків стали транспортні рейси.
З початком війни на континенті через те, що «Бомбеї» в ролі бомбардувальника на Європейському театрі воєнних дій використовувати не можна, частина літаків у перші місяці 1940 року включили до 271-ї ескадрильї й використовували для доставки вантажів Британським експедиційним силам, що зосереджувались у Франції.
Після розгрому союзних військ у Французькій кампанії британці просто кинули «зайві» літаки при втечі з континенту. У червні 1940 року французький пілот Жан-Франсуа Демоз (фр. Jean-Francois Demozay) виявив на аеродромі один з кинутих «Бомбеїв» і разом з 15 солдатами зміг перелетіти до Великої Британії, де згодом приєднався до Королівських повітряних сил.
10 червня 1940 року у війну в Європі вступила Італія. При гострій нестачі сучасних літаків технічний персонал 216-ї ескадрильї знову пристосував «Бомбеї» для виконання бомбардувальних рейдів. Крім підвіски для 110-кг бомб у транспортному відсіку укладалися бомби дрібнішого калібру, які скидалися екіпажем вручну. Восени 1940 року, під час наступу на Бенгазі і Тобрук, бомбардувальники «Бомбей» виконали кілька вилетів з метою бомбардування італійських військ. Крім того, ці ж літаки використовували проти італійців в Італійському Сомалі і вивели з першої лінії тільки після отримання бомбардувальників «Веллінгтон». Навесні 1941 року літаки 216-ї ескадрильї брали участь в постачанні обложеного Тобрука, а 2 травня один з літаків 216-ї ескадрильї вивіз грецьку королівську сім'ю з Криту до Єгипту.
У цьому ж місяці 216-ї ескадрильї виявилися незамінні в ході придушення повстання Рашида Алі в Іраку — саме вони були задіяні в доставці диверсійних груп SAS до п'яти німецьких аеродромів на Близькому Сході 17 листопада 1941 року.
7 серпня 1942 року британський лейтенант-генерал Вільям Готт, який мав очолити британське Середньосхідне командування замість генерала сера Клода Окінлека, загинув на борту транспортного літака «Бомбей», який був збитий німецькими винищувачами Me 109 ескадри JG 27 при посадці на аеродромі в Каїрі. Головнокомандувачем Середньосхідного командування був призначений генерал Г. Александер. Загибель В. Готта сприяла подальшому зростанню майбутнього фельдмаршала Б. Монтгомері.
Експлуатація «Бомбеїв» тривала навіть після того, як Королівські повітряні сили в достатній кількості отримали американські С-47. Під час висадки на Сицилію влітку 1943 року цими літаками було евакуйовано понад 2 000 поранених, а враховуючи Італійську кампанію загальна кількість перевезених сягала 6 000 чоловік. Останній «Бомбей» зняли з експлуатації в 1944 році.

## Тактико-технічні характеристики

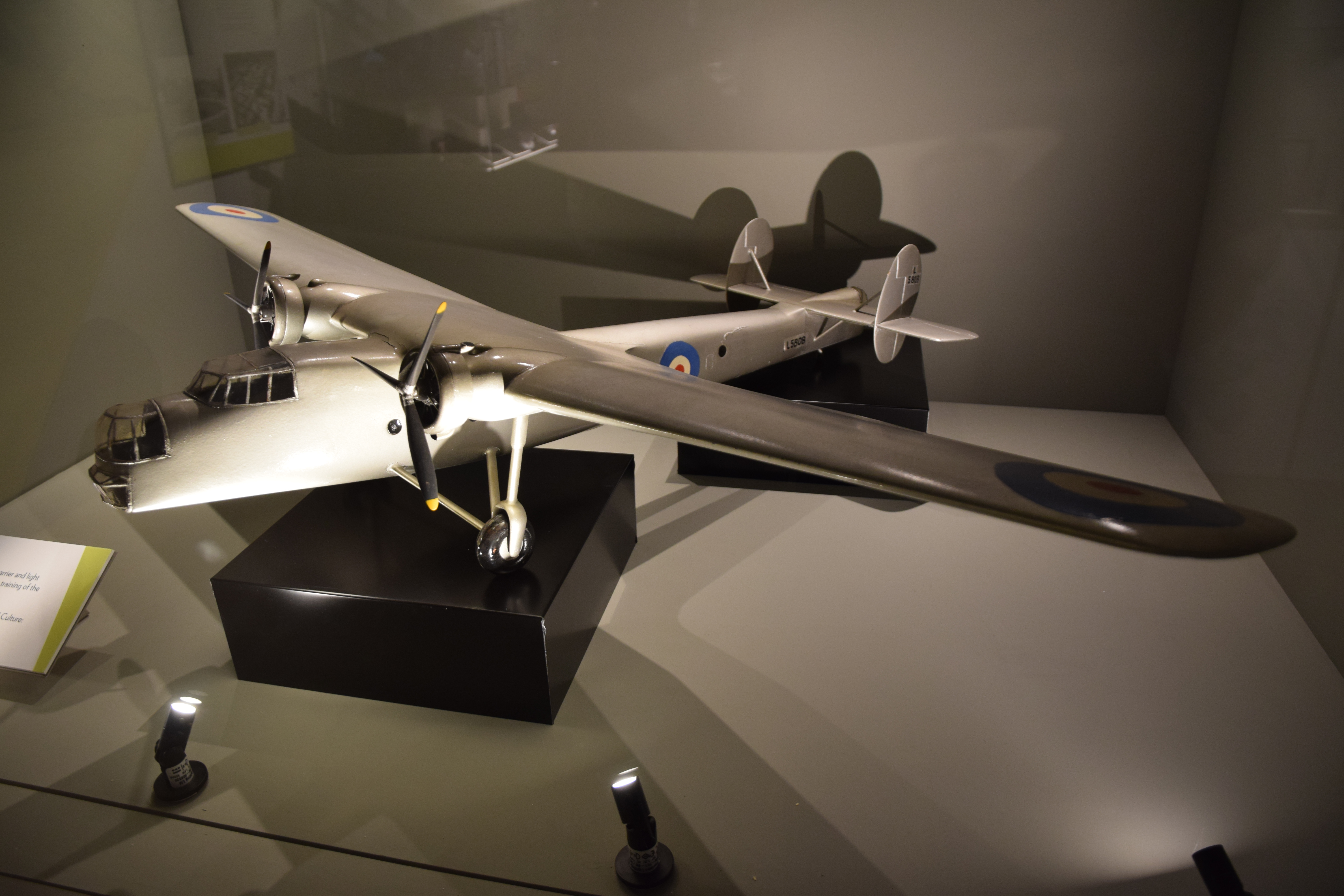

Дані з Consice Guide to British Aircraft of World War II

### Технічні характеристики
- Екіпаж: 3-4 особи
- Довжина: 21,12 м
- Висота: 6,07 м
- Розмах крила: 29,19 м
- Площа крила: 124,65 м ²
- Маса порожнього: 6265 кг
- Максимальна злітна маса: 9080 кг
- Двигуни: 2 × Bristol Pegasus XXII
- Потужність: 2 × 1010 к. с. (753 кВт.)

### Льотні характеристики
- Максимальна швидкість: 309 км/год (на висоті 1980 м.)
- Крейсерська швидкість: 257 км/год (на висоті 3050 м.)
- Практична дальність: 1420 км
- Максимальна дальність: 3590 км
- Практична стеля: 7625 м

### Озброєння
- Кулеметне:
  - 7,7-мм кулемет Vickers K в хвостовій турелі
  - 7,7-мм кулемет Vickers K в носовій турелі
- Бомбове навантаження:
  - нормальне — 908 кг
  - максимальне — 2000 кг